# هيليو غراسي
هيليو غراسي (بالبرتغالية: Hélio Gracie؛ 1 أكتوبر 1913 – 29 يناير 2009) كان مقاتلاً برازيليًا في فنون الدفاع عن النفس أسس مع إخوته أوزوالدو وجاستاو جونيور وجورج وكارلوس غراسي وطور نظام فنون الدفاع عن النفس جيو جيتسو غراسي، المعروف أيضًا باسم الجيو جيتسو البرازيلية.